# سیسکو سیستمز
سیسکو سیستمز یک شرکت فناوری خوشه‌ای چندملیتی آمریکایی است که مقر آن در شهر سن‌خوزه در مرکز درهٔ سیلیکون در ایالت کالیفرنیا قرار دارد. این شرکت در زمینه طراحی، توسعهٔ فناوری و تولید محصولات الکترونیکی فناوری بالا مانند سخت‌افزار رایانه، تجهیزات شبکه و تجهیزات مخابراتی فعالیت می‌کند. نخست، سیسکو تنها روتر چندپروتکلی تولید می‌کرد اما امروزه محصولات سیسکو را در همه‌جا از اتاق نشیمن گرفته تا شرکت‌های ارائه‌دهنده خدمات شبکه می‌توان پیدا کرد.
سیسکو در سال ۲۰۰۳ موفق به دریافت جایزه ریاست جمهوری ران براون برای کیفیت عالی در روابط کارمندان و جامعه شد. معاون ارشد سیسکو یک ایرانی‌تبار به نام محسن معظمی است.
بنابر آمار خود شرکت، در سال ۲۰۱۷ سود خالص سیسکو ۹٫۶ میلیارد دلار و درآمد سالانه سیسکو ۴۹٫۳ میلیارد دلار بوده‌است که این رقم رشد ۲٫۸ درصدی نسبت به سال ۲۰۱۶ داشته‌است. در سال ۲۰۱۸ سیسکو با حجم بازار ۲۲۱٫۳ میلیارد دلار موفق به کسب رتبه ۴۴۴ از بین فهرست ۲۰۰۰ شرکت مطرح جهان مجله فوربز شد.

## تاریخچه
لیونارد بوساک و سندی لرنر (دارای مدرک لیسانس از دانشگاه ایالتی کالیفرنیا، فوق لیسانس اقتصادسنجی از دانشگاه کلرمونت و فوق لیسانس علوم رایانه از دانشگاه استنفورد)، زوجی که در بخش رایانه دانشگاه استنفورد کار می‌کردند، Cisco را در سال ۱۹۸۴ تأسیس کردند. بزاک نرم‌افزار روترهای چند پروتکل را که توسط ویلیام یاگر (یک کارمند دیگر که کارش را سال‌ها قبل از بزاک شروع کرده بود) نوشته شده بود تکمیل کرد.
با وجود اینکه سیسکو اولین شرکتی نبود که روتر طراحی و تولید می‌کرد، اولین شرکتی بود که یک روتر چند پروتکل موفق تولید می‌کرد که اجازهٔ ارتباط بین پروتکل‌های مختلف شبکه را می‌دهد. از زمانی که پروتکل اینترنت (IP) به یک استاندارد تبدیل شد، اهمیت روترهای چند پروتکل کاهش یافت. امروزه بزرگ‌ترین روترهای سیسکو طراحی شده‌اند تا بسته‌های IP و فریمهای MPLS را هدایت کنند.
در ۱۹۹۰، شرکت به سهامی عام تبدیل شد و سهام آن در بازار بورس نزدک عرضه شد. بزاک و لرنر با ۱۷۰ میلیون دلار از شرکت خارج شدند و بعد از مدتی جدا شدند.
زمان انفجار اینترنت در ۱۹۹۹، سیسکو شرکت Cerent واقع در کالیفرنیا را با قیمت ۷ میلیارد دلار خریداری کرد. این شرکت گرانترین خرید سیسکو در آن زمان بود. تنها خرید گرانتر مربوط به ساینتیفیک آتلانتا می‌باشد.
در اواخر مارس ۲۰۰۰، در اوج رشد دات کام، Cisco با ارزش مالی بالغ بر ۵۰۰ میلیارد دلار ارزشمندترین شرکت جهان بود. در سال ۲۰۰۷ نیز با ارزشی بالغ بر ۱۶۵ میلیارد دلار همچنان یکی از ارزشمندترین شرکت‌ها بود.
با خرید شرکت‌های دیگر، توسعهٔ داخلی و همکاری با دیگر شرکت‌ها، سیسکو به بازار بسیاری از قطعات دیگر شبکه (غیر از روتر) راه پیدا کرده‌است، مانند Ethernet Switching، دسترسی از راه دور، روترهای شعبه‌ای، شبکهٔ خودپردازهای بانک‌ها، امنیت، دیوار آتش، تلفن اینترنتی و غیره. در ۲۰۰۳، سیسکو شرکت محبوب LinkSys تولیدکنندهٔ سخت‌افزار شبکه رایانه را خریداری کرد و آن را در صدر تولیدکننده‌های قطعات مربوط به کاربران عادی گذاشت.

## آموزش
سیسکو در ۱۵۰ کشور جهان مرکزهای آموزشی به منظور تعلیم افراد برای طراحی و نگهداری شبکه‌های رایانه‌ای تأسیس کرده‌است.
سیسکو مدارکی را برای متخصصین در زمینه‌های مختلف شبکه ارائه می‌کند؛ که شامل این مدارک می‌شود:
- CCIE - Cisco Certified Internetwork Expert (متخصص شبکه بندی سیسکو)
- CCNP - Cisco Certified Network Professional (حرفه‌ای شبکه سیسکو)
- CCDP - Cisco Certified Design Professional (حرفه‌ای طراحی سیسکو)
- CCIP - Cisco Certified Internetwork Professional (حرفه‌ای شبکه بندی سیسکو)
- CCSP - Cisco Certified Security Professional (حرفه‌ای امنیت سیسکو)
- CCVP - Cisco Certified Voice Professional (حرفه‌ای تلفن اینترنتی سیسکو)
- CCDA - Cisco Certified Design Associate (همکار طراحی سیسکو)
- CCNA - Cisco Certified Network Associate (همکار شبکه سیسکو)
- CCSI - Cisco Certified Systems Instructor (آموزش دهنده سامانه‌های سیسکو)

تا چندی پیش مدرک CCIE پیشرفته‌ترین و بالاترین مدرک ارائه شده توسط سیسکو در زمینه شبکه‌های رایانه‌ای بود. در هرم تحصیلی ارائه شده توسط شرکت سیسکو، در قاعده هرم مدرک CCNA به عنوان مدرک ورود به چرخه تحصیلی و کسب علوم شبکه‌ای قرار گرفته و عنوان نصب و پشتیبانی ادوات شبکه‌ای سیسکو را به خود اختصاص داده‌است. در همین سطح مدرک CCDA که ویژه طراحی مقدماتی شبکه‌های سیسکو می‌باشد نیز وجود دارد. در یک سطح بالاتر سه مدرک CCNP, CCDP و CCIP لایه میانی این هرم را تشکیل داده و عنوان مدیریت شبکه‌های پیشرفته و پیچیده سیسکو را به خود اختصاص داده‌اند و بالاخره این‌که مدرک CCIE با قرار گرفتن در سطح متخصص، به عنوان طراح اصلی و مدیریت رده بالای شبکه‌های سیسکو شناخته می‌شود.

## مدرک CCAr
Cisco Certified Architect عنوان مدرک جدیدی است که به تازگی در راس هرم تحصیلی سیسکو قرار گرفته‌است، پیشنیاز کسب این مدرک، CCDE است، CCA معادل دکترای تخصصی شبکه در گرایش طراحی شبکه محسوب می‌شود.

## ریشه نام سیسکو

لوگوی سیسکو سیستمز تا سال ۲۰۰۶

اسم «سیسکو» مخفف سانفرانسیسکو است. این شرکت آمریکایی در سال ۱۹۸۴ توسط یک زوج به نام‌های لئونارد بوساک و سندی لرنر در شهر سن خوزه واقع در ایالت کالیفرنیا بنا شد. با توجه به اظهارات جان مرگریج، کارمند ۳۴ ساله و مدیر پیشین شرکت، مؤسسان شرکت زمانی که داشتند به سمت ساکرامنتو رانندگی می‌کردند تا شرکت را به ثبت برسانند، با تصویر پل گلدن گیت در نور آفتاب مواجه می‌شوند و اسم و نماد شرکت را بر این اساس انتخاب می‌کنند. نماد شرکت منعکس‌کننده اصلیت سان فرانسیسکویی آن است، که نشان دهنده پل گلدن گیت است که به سبک خاصی طراحی شده‌است. در اکتبر ۲۰۰۶، سیسکو نماد جدید خود را که از نماد قبلی ساده‌تر و ساخت یافته تر بود به نمایش گذاشت.

## انتقادها
یکی از انتقادهایی که به سیسکو وارد می‌شود، همکاری سیسکو با چین برای سانسور اینترنت در آن کشور است. سیسکو تأسیسات زیربنایی لازم را برای بستن وبگاه‌ها برای دولت چین تأمین می‌کند. با این وجود، سیسکو ادعا می‌کند که تأسیسات یا خدمات خاصی برای فیلترینگ وبگاه‌ها به دولت‌ها نمی‌فروشد و فقط تجهیزاتی را به چین فروخته که در همه جهان عرضه می‌کند. به‌طور کلی سیسکو سازنده محصولات شبکه‌است.

## سرویس‌هایصدا روی پروتکل اینترنت
سیسکو به یکی از ارائه دهندگان اصلی تلفن اینترنتی در سطح تجاری تبدیل شده‌است و حالا با خرید دو شرکت ساینتیفیک آتلانتا و لینکسیس می‌خواهد پا به بازار خانگی آن نیز بگذارد. ساینتیفیک آتلانتا تجهیزات لازم برای صدا روی پروتکل اینترنت را برای سرویس دهنده‌های کابلی مانند تایم وارنر، کابل ویژن، راجرز، UPC و دیگران ارائه می‌کند در حالی که لینکسیس با شرکتهایی مانند اسکایپ و یاهو برای ارائه خدمات VoIP با استفاده از تجهیزات بیسیم برای کاربران عادی همکاری می‌کند.